# یوری فیلوسی
یوری فیلوسی (ایتالیایی: Iuri Filosi؛ زادهٔ ۱۷ ژانویهٔ ۱۹۹۲) دوچرخه‌سوار اهل ایتالیا است.
از باشگاه‌هایی که در آن رکاب زده‌است می‌توان به نیپو–وینی فانتینی و دلکو–مارسی پوونس کی‌تی‌ام اشاره کرد.